# Lasne-Chapelle-Saint-Lambert
Lasne-Chapelle-Saint-Lambert is een plaats in de Belgische provincie Waals-Brabant en een deelgemeente van Lasne. In het noordoosten van de deelgemeente ligt het dorp Chapelle-Saint-Lambert; anderhalve kilometer ten zuidwesten ligt de hoofdplaats van de gemeente, Lasne.

## Geschiedenis
Op het eind van het ancien régime werden Lasne en Chapelle-Saint-Lambert beide een gemeente. In 1828 werden beide gemeentes alweer opgeheven en samengevoegd in de nieuwe gemeente Chapelle-Saint-Lambert. Bij de gemeentelijke fusies van 1977 werd dit een deelgemeente van de nieuwe fusiegemeente die weer de korte naam Lasne kreeg.

## Politiek
Tot de gemeentelijke fusie van 1977 had Lasne-Chapelle-Saint-Lambert een eigen gemeentebestuur en burgemeester. Burgemeesters waren:
- 1959-1964 : Jean-Pierre Stiernet
- 1965-1976 : Léon Collart

## Demografische ontwikkeling
- Bronnen:NIS, Opm:1831 tot en met 1970=volkstellingen, 1976= inwonersaantal op 31 december

Deelgemeenten: Couture-Saint-Germain · Lasne-Chapelle-Saint-Lambert · Maransart · Ohain · Plancenoit

Overige kernen: Chapelle-Saint-Lambert · Lasne · Ransbeck

Belgische gemeenten · Arrondissement Nijvel · Waals-Brabant · Wallonië